# Луганськ (готель)
Готель «Луганськ» (раніше Ворошиловград) — 19-поверховий тризірковий  готель у Луганську, найвищий у місті.

## Історія будівництва та використання
Був збудований у 1986 році. В 2003 році був реконструйований.

## Розташування та характеристики
Готель знаходиться у центральній частині Луганська. Споруда може одночасно прийняти 350 гостей. В готелі Луганськ працює кафе-бістро «Центральне», ресторан китайської кухні «Сьоме небо», банк, перукарня, паркування, ігрові автомати, конференц-зал, брокерська фірма.